# Panoa fiordensis
Panoa fiordensis là một loài nhện trong họ Desidae.
Loài này thuộc chi Panoa. Panoa fiordensis được miêu tả năm 1970 bởi Raymond Robert Forster.